# ایندرک تاراند
ایندرک تاراند (استونیایی: Indrek Tarand؛ زادهٔ ۳ فوریهٔ ۱۹۶۴) سیاستمدار اهل استونی است. وی از سال ۲۰۰۹ تا ۲۰۱۹ عضو پارلمان اروپا بوده.
وی همچنین برندهٔ جوایزی همچون لژیون دونور (فرمانده) شده است.